# Distrito de Summerfield
El Distrito de Summerfield es un distrito histórico ubicado en Summerfield, Alabama, Estados Unidos.

## Descripción
El distrito tiene una extensión de 56.2 acres (22.7 ha) y está delimitado por las calles Selma-Summerfield y Marion, y las calles Centenary y College. El neogriego y federal son los principales estilos arquitectónicos del distrito. Contiene 10 propiedades contribuyentes y 6 propiedades no contribuyentes. Las propiedades que contribuyen son la Iglesia Metodista de Summerfield (1845), el edificio del Banco de Summerfield (mediados del siglo XIX), la escuela (mediados del siglo XIX), la Casa Moore-Pinson-Tate-Hudson (década de 1840), la Casa Sturdivant-Moore-Caine-Hodo (c. 1830), la Casa Johnson-Chisolm-Reed (mediados del siglo XIX), una residencia sin nombre (finales del siglo XIX), la Casa Andrew-Brady (c. 1840), la Casa Swift-Moore-Cottingham (c. 1850) y la Casa Childers-Tate-Crow (antes de 1827). El distrito de Summerfield se agregó al Registro Nacional de Lugares Históricos el 1 de marzo de 1982.